# Orquesta Sinfónica Nacional de Estonia
La Orquesta Sinfónica Nacional de Estonia (Estonio: Eesti Riiklik Sümfooniaorkester, abreviado ERSO) es la principal orquesta en Estonia y tiene su sede en la capital Tallin. Es la orquesta profesional más longeva de Estonia.

## Historia
Fue fundada como la Orquesta Sinfónica de la Radio de Estonia, dio su primer concierto en una transmisión por la Tallin Radio el 18 de diciembre de 1926. Durante el régimen soviético, en la década de 1950, la orquesta se convirtió en el primera en la Unión Soviética en interpretar compositores modernista como Ígor Stravinski, Arnold Schönberg, Anton Webern, y Carl Orff, previamente suprimida por el régimen de Stalin. Tras el colapso del régimen soviético, el levantamiento de las restricciones en emigración, y el renacimiento de la Estonia independiente en 1991, casi la mitad de los intérpretes de la orquesta emigraron a Occidente en busca de mejores oportunidades de carrera. Este éxodo de talento sumió la fortuna de la Orquesta en una depresión. Después de tocar fondo en 1993, la Orquesta se recuperó bajo la dirección de Arvo Volmer. La sala de conciertos de la Ópera Nacional de Estonia ha sido la sede de la Orquesta Sinfónica Nacional de Estonia durante dos décadas.

## Principales conductores
- Pablo Karp (1944-50)
- Romano Matsov (1950-63)
- Neeme Järvi (1963-79)
- Peeter Lilje (1980-90)
- Leo Krämer (1991-93)
- Arvo Volmer (1993-2001)
- Nikolai Alekseev (2001-2010)
- Neeme Järvi (2010-2020)
- Olari Elts (2020-)

## Premios
- Grammy (2004): grabación de las cantatas de Jean Sibelius bajo el sello Virgin Classics.[1]